# Deboyne-Inseln
Die Deboyne-Inseln sind eine Inselgruppe in der Salomonensee. Politisch gehören sie zur Provinz Milne Bay im südöstlichen Bereich von Papua-Neuguinea. Sie befinden sich 13 km von Misima und 5 km von den Torlesse-Inseln entfernt.
Die Hauptinseln der Gruppe sind Panaeati, die nördlichste Insel, (30,32 km²) mit der kleinen im Südosten vorgelagerten Insel Pana Uya Wana Island, und Panapompom im Zentrum der Lagune (7,72 km²) mit der kleinen im Süden vorgelagerten Insel Nivani. Eine neuere Quelle gibt Flächen von 30,1 bzw. 6,8 km² für die genannten beiden größten Inseln der Gruppe an.

## Tabelle der Inseln
| Inselname     | Koordinaten           | Fläche (km²) | Einwohner 2004 |
| ------------- | --------------------- | ------------ | -------------- |
| Panaeati      | 10° 42′ S, 152° 23′ O | 30,10        | 1.318          |
| Pana Uya Wana | 10° 44′ S, 152° 25′ O | 0,36         | –              |
| Losai         | 10° 45′ S, 152° 27′ O | 0,01         | –              |
| Panapompom    | 10° 46′ S, 152° 24′ O | 6,80         | 392            |
| Nivani        | 10° 47′ S, 152° 24′ O | 0,50         | –              |
| Passage       | 10° 48′ S, 152° 29′ O | 0,06         | –              |
| Rara          | 10° 49′ S, 152° 30′ O | 0,14         | –              |
| Nibub         | 10° 51′ S, 152° 26′ O | 0,02         | –              |

## Geschichte
1793 entdeckte Joseph Bruny d’Entrecasteaux die Inselgruppe und benannte sie nach Pierre Étienne Bourgeois de Boynes, dem damaligen Marine- und Kolonialminister Frankreichs.

## Bevölkerung
Auf Panaeati lebten 2004 1318 Menschen in 254 Haushalten und auf Panapompom 392 Menschen in 84 Haushalten.
Gegenüber der Volkszählung 2000 waren diese Zahlen kaum verändert: 1717 Einwohner insgesamt, davon 1314 Einwohner in neun Dörfern und einer separaten Einrichtung auf Panaeati, und 403 Einwohner in drei Dörfern auf Panapompom. Außerdem waren je ein unbewohntes Dorf auf jeder der beiden bewohnten Inseln aufgelistet.
Die zehn Siedlungen der Hauptinsel Panaeati liegen ausnahmslos an der Südküste der Insel, die der Lagune zugewandt ist.
| Census Unit Number | Name                            | Ward             | Haushalte | Bevölkerung männlich | Bevölkerung weiblich | Bevölkerung insgesamt | Koordinaten             |
| ------------------ | ------------------------------- | ---------------- | --------- | -------------------- | -------------------- | --------------------- | ----------------------- |
| 003                | West Panaeati                   | 22 West Panaeati | 0         | 0                    | 0                    | 0                     | 10,6991° S, 152,3773° O |
| 004                | Panakakamwa                     | 22 West Panaeati | 27        | 72                   | 56                   | 128                   | 10,7008° S, 152,3651° O |
| 005                | Namati                          | 22 West Panaeati | 48        | 112                  | 111                  | 223                   | 10,7024° S, 152,3629° O |
| 006                | Miteli                          | 22 West Panaeati | 16        | 36                   | 38                   | 74                    | 10,7055° S, 152,3585° O |
| 007                | Siakeu                          | 22 West Panaeati | 21        | 60                   | 53                   | 113                   | 10,7094° S, 152,3555° O |
| 008                | Nulia                           | 22 West Panaeati | 16        | 33                   | 36                   | 69                    | 10,7083° S, 152,3434° O |
| 001                | Palualual                       | 23 East Panaeati | 43        | 105                  | 105                  | 210                   | 10,6985° S, 152,3693° O |
| 002                | Maggiau                         | 23 East Panaeati | 22        | 57                   | 74                   | 131                   | 10,6982° S, 152,3733° O |
| 003                | Bwaganati                       | 23 East Panaeati | 47        | 112                  | 112                  | 224                   | 10,699° S, 152,3755° O  |
| 004                | Lebwalebwal                     | 23 East Panaeati | 15        | 52                   | 40                   | 92                    | 10,7044° S, 152,3916° O |
| 007                | East Panaeati Sub Health Centre | 23 East Panaeati | 13        | 27                   | 23                   | 50                    | 10,7018° S, 152,3662° O |
| 004                | Panapompom                      | 24 Panapompom    | 0         | 0                    | 0                    | 0                     | 10,7623° S, 152,3934° O |
| 005                | Nulia                           | 24 Panapompom    | 31        | 71                   | 85                   | 156                   | 10,7804° S, 152,3957° O |
| 006                | Galowawaisana                   | 24 Panapompom    | 32        | 71                   | 62                   | 133                   | 10,7543° S, 152,3982° O |
| 007                | Panaewau                        | 24 Panapompom    | 23        | 57                   | 57                   | 114                   | 10,7615° S, 152,4067° O |

Weitere kleine unbewohnte Inseln, alle an der Ostseite des Atolls, sind Losai Island, Passage Island, Rara Island, und Nibub Islet.
Auf den Inseln wird Misima-Paneati gesprochen, eine Sprache, die auch von den Bewohnern der Calvados-Inseln verwendet wird, deren Sprecher jedoch zu 90 % auf Misima leben.